# Angelika Kulisch
Angelika Kulisch  (ur. 29 listopada 1989 w Miliczu) polska kolarka.

## Kariera klubowa
- KK KROSS Ziemia Darłowska (od 2002 do 2007 r.)
- Pol-Aqua Pro Cycling Team (Zawodowa Szosowa Grupa Kolarska Kobiet)
- ALKS "STAL" Grudziądz (od 2011 r.)

## Osiągnięcia
- 16 - krotna medalistka Mistrzostw Polski (10 złotych, 3 srebrne, 3 brązowe)
- 6. miejsce podczas Mistrzostw Europy Juniorek w jeżdzie indywidualnej na czas.

### Rok2007: juniorka
- 1 m – Puchar Hiszpanii – Cox (kat. junior)
- 1 m – Mistrzostwa Polski w jeździe indywidualnej na czas – Żerków (kat. junior)
- 2 m – Mistrzostwa Polski na torze – 3 km w drużynie – Szczecin (open)
- 3 m – Mistrzostwa Polski na torze – 3 km indywidualnie – Szczecin (open)
- 3 m – Mistrzostwa Polski górskie – Wysowa-Zdrój (kat. junior)
- 1 m - Mistrzostwa Polski w jeździe parami na czas – Łasin (kat. junior)
- 1 m - Mistrzostwa Polski w jeździe drużynowej na czas – Łasin (kat. junior)
- 1 m – Puchar Polski jazda indywidualna na czas – Międzyrzecz (kat. junior)
- 3 m – Puchar Polski jazda indywidualna na czas – Grudziądz (kat. junior)
- 3 m – Puchar Polski jazda indywidualna na czas – Darłowo (kat. junior)
- 1 m – Mistrzostwa Polski LZS w jeździe indywidualnej na czas – Darłowo
- 3 m – Puchar Polski na torze – 2 km - Łódź
- 1 m – Międzynarodowy wyścig kolarski – Kłomnice
- 1 m – Memoriał Romana Rogowicza – Sobótka

### Rok2006: juniorka
- 1 m – Mistrzostwa Polski w jeździe indywidualnej na czas – Żerków (kat. junior)
- 1 m – Mistrzostwa Polski ze startu wspólnego – Żerków (kat. junior)
- 1 m - Mistrzostwa Polski w jeździe parami na czas – Łasin (kat. junior)
- 1 m - Mistrzostwa Polski w jeździe drużynowej na czas – Łasin (kat. junior)
- 3 m – Mistrzostwa Polski na torze – dystans – Żyrardów (kat. junior)
- 1 m – Challenge Pzkol (kat. junior)
- 1 m – Puchar Polski – klasyfikacja generalna (kat. junior)
- 1 m – Puchar Polski jazda indywidualna na czas – Pleszew (kat. junior)
- 3 m - Puchar Polski jazda indywidualna na czas – Pleszew (open)
- 1 m – Puchar Polski jazda indywidualna na czas – Darłowo (kat. junior)
- 1 m – Puchar Polski jazda indywidualna na czas – Grudziądz (kat. junior)
- 1 m – Puchar Polski ze startu wspólnego - Darłowo (kat. Junior)
- 3 m – Puchar Polski ze startu wspólnego - Darłowo (open)
- 1 m – Puchar Polski ze startu wspólnego - Grudziądz (kat. Junior)
- 3 m – Puchar Polski ze startu wspólnego - Grudziądz (open)
- 2 m – Puchar Polski jazda indywidualna na czas – Milicz (kat. junior)
- 3 m – Puchar Polski ze startu wspólnego - Milicz (kat. Junior)
- 2 m – Puchar Bałtyku – klasyfikacja generalna (open)
- 1 m – Puchar Bałtyku – klasyfikacja generalna (kat. junior)
- 1 m – DZT - klasyfikacja generalna (kat. junior)
- 1 m – Mistrzostwa Polski LZS w jeździe indywidualnej na czas – Darłowo
- 1 m – Mistrzostwa Polski LZS ze startu wspólnego - Darłowo
- 1 m – Międzynarodowy wyścig kolarski – Kłomnice
- 1 m – Memoriał Romana Rogowicza - Sobótka

### Rok2005: juniorka młodsza
- 1 m – Puchar Polski jazda indywidualna na czas – Koziegłowy
- 1 m – Puchar Polski ze startu wspólnego – Koziegłowy
- 1 m - Mistrzostwa Polski w jeździe parami na czas – Milicz
- 1 m - Mistrzostwa Polski w jeździe drużynowej na czas – Milicz
- 1 m – Wojewódzka Olimpiada Młodzieży – MTB – Koszalin
- 1 m - Mistrzostwa Regionu Zachodniopomorskiego MTB - Koszalin
- 1 m – Bałtyckie Igrzyska Młodzieży – kryterium – Szczecin
- 2 m - Puchar Polski na torze – dystans – Wrocław

### Rok2004: juniorka młodsza
- 1 m – Puchar Polski jazda indywidualna na czas –Darłowo
- 1 m – Mistrzostwa Polski LZS w jeździe indywidualnej na czas – Darłowo
- 3 m - Mistrzostwa Polski LZS ze startu wspólnego – Darłowo
- 2 m – Mistrzostwa Polski w jeździe indywidualnej na czas – Międzyrzecz
- 1 m – Mistrzostwa Polski górskie – Wysowa-Zdrój
- 1 m – Puchar Polski jazda indywidualna na czas – Strzelce Krajeńskie
- 1 m – Puchar Polski jazda indywidualna na czas – Nowa Ruda
- 1 m – Puchar Polski jazda indywidualna na czas – Grudziądz
- 2 m - Puchar Polski jazda indywidualna na czas – Borne Sulinowo
- 3 m - Puchar Polski ze startu wspólnego – Borne Sulinowo
- 2 m – Puchar Polski na torze – dystans – Łódź
- 3 m – Puchar Polski na torze – 2 km indywidualnie - Łódź

### Rok2003: młodziczka; juniorka młodsza
- 3 m - Mistrzostwa Polski w jeździe indywidualnej na czas – Kartuzy (kat. jun. mł.)
- 1 m – Puchar Polski ze startu wspólnego – Grudziądz
- 2 m – Puchar Polski jazda indywidualna na czas – Grudziądz
- 3 m - Puchar Polski ze startu wspólnego – Borne Sulinowo
- 2 m – Mistrzostwa Regionu Zachodniopomorskiego MTB – Dźwirzyno
- 2 m – Wojewódzka Olimpiada Młodzieży MTB – Dźwirzyno
- 1 m - Wojewódzka Olimpiada Młodzieży ze startu wspólnego – Darłowo
- 2 m - Wojewódzka Olimpiada Młodzieży jazda indywidualna na czas - Darłowo

### Rok2002: młodziczka
- 3 m – Puchar Nowogardu ze startu wspólnego (open)

## Klasyfikacja generalna
W klasyfikacji indywidualnej Polskiego Związku Kolarskiego za 2007 r. zajęła 3. miejsce. W 2006 w tej samej klasyfikacji zajęła 1. miejsce.
W klasyfikacji indywidualnej Pucharu Polski zajęła 1. miejsce za 2006 r.